# Cheikhou Kouyaté
Cheikhou Kouyaté (Dakar, 1989. december 21. –) szenegáli labdarúgó, legutóbb, 2022 és 2024 között, az angol Nottingham Forest középpályása volt.

## Sikerei, díjai

### Klubcsapatban
- Anderlecht
  - Belga bajnok: 2009–10, 2011–12, 2012–13, 2013–14
  - Belga szuperkupa: 2010, 2012, 2013

### Válogatott
- Szenegál
  - Afrikai nemzetek kupája: 2021